# Fire Down Below (1997)
Fire Down Below is een Amerikaanse actiefilm/drama uit 1997 van regisseur Félix Enríquez Alcalá. Het script werd geschreven door Jeb Stuart en Philip Morton. De hoofdrollen zijn voor de acteurs Steven Seagal, Marg Helgenberger, Kris Kristofferson, Harry Dean Stanton en Stephen Lang.

## Verhaal
EPA-opsporingsagent Jack Taggert (Steven Seagal) wordt naar Kentucky gestuurd om onderzoek te doen naar de praktijken van Hanner Coal Company, eigendom van Orin Hanner Sr., die naar verluidt voor grof geld chemisch afval laat dumpen in een verlaten mijnschacht in de buurt van een besloten dorpsgemeenschap van Jackson. Een collega van Taggert, die het onderzoek in gang zette, kwam reeds om het leven, waarschijnlijk niet door een ongeval.
Taggert besluit undercover te gaan en treedt als assistent en vrijwillige timmerman in dienst van de eerwaarde. Jack verblijft in een kelderkamer van de kerk. Al snel constateert hij dat de dorpsbewoners zeer bang zijn voor de directeur van het bedrijf. Ondanks dat zij zeer zwijgzaam zijn, komt Jack erachter dat de ogenschijnlijke fatsoenlijke onderneming zich toelegt op criminele zaken en over lijken gaat. Enkele dorpsbewoners laten zich hiervoor goed betalen en zelfs de locale sheriff en enkele van Jacks eigen collega’s blijken uiterst corrupt.
Als handlangers van Orin Hanner de aanwezigheid en bemoeienis van de nieuwkomer met de dorpsbewoners opvalt, krijgen zij het aan de stok met Jack, die de milieuverontreiniging en corruptie wil aanpakken.
De moord op de eerwaarde, waar Jack logeert, maakt het alleen maar erger, terwijl zakenman Hanner sr. zijn omgeving volledig lijkt te beheersen. Ook op Jack worden meerdere moordaanslagen gepleegd. 
Uiteindelijk lukt het Jack mede dankzij verklaringen van een getuige en Orin jr., de zoon van de directeur, om Orin sr. te laten berechten voor afpersing, samenzwering en moord, maar niet voordat hij twee pistolen weet te trekken. Orin sr. weet nog een collega van Jack neer te schieten maar wordt uiteindelijk overmeesterd en in hechtenis genomen.

## Rolverdeling
| Acteur             | Personage       |
| ------------------ | --------------- |
| Steven Seagal      | Jack Taggart    |
| Marg Helgenberger  | Sarah Kellogg   |
| Stephen Lang       | Earl Kellogg    |
| Brad Hunt          | Orin Hanner Jr. |
| Kris Kristofferson | Orin Hanner Sr. |
| Harry Dean Stanton | Cotton Harry    |
| John Diehl         | Frank Elkins    |
| Richard Masur      | Phil Pratt      |
| Kane Hodder        | Bodyguard       |
| Travis Tritt       | als zichzelf    |